# Molère
Molère è un ex comune francese di 38 abitanti situato nel dipartimento degli Alti Pirenei nella regione dell'Occitania.
Dal 1º gennaio 2017 il comune di Molère è stato accorpato a quello di Benqué per formare il nuovo comune di Benqué-Molère del quale è comune delegato.

## Società

### Evoluzione demografica
Abitanti censiti